# マドレーヌ駅
マドレーヌ駅（マドレーヌえき、フランス語: Madeleine）は、フランス・パリ8区にあるパリ・メトロの駅。マドレーヌ寺院に隣接する。

## 利用可能な鉄道路線
- パリメトロ
  - 8号線
  - 12号線
  - 14号線

## 駅周辺
- マドレーヌ寺院
- オランピア - 1888年開場、パリ最古のミュージックホール
- 司法省
- ヴァンドーム広場
- 会計監査院

## 歴史
- 1910年11月5日、南北線A線ポルト・ド・ヴェルサイユ駅 - ノートル＝ダム＝ド＝ロレット駅間開通に伴い、開業。
- 1913年7月13日、メトロ8号線ボーグルネル駅（現在の10号線シャルル・ミッシェル駅） - オペラ駅間開通に伴い、8号線の乗り入れ開始。
- 1930年1月1日、南北線がCMP（現在のパリ交通公団（RATP）の前身）に買収され、A線はメトロ12号線となる。
- 1998年10月15日、メトロ14号線マドレーヌ駅 - ビブリオテーク・フランソワ・ミッテラン駅間開通に伴い、14号線の乗り入れ開始。

## 隣の駅
パリメトロ
8号線
コンコルド駅（Concorde） - マドレーヌ駅 - オペラ駅（Opéra）
12号線
サン＝ラザール駅（Saint-Lazare） - マドレーヌ駅 - コンコルド駅（Concorde）
14号線
サン＝ラザール駅（Saint-Lazare） - マドレーヌ駅 - ピラミッド駅（Pyramides）